# Xian de Nyêmo
Cette page contient des caractères spéciaux ou non latins. S’ils s’affichent mal (▯, ?, etc.), consultez la page d’aide Unicode.

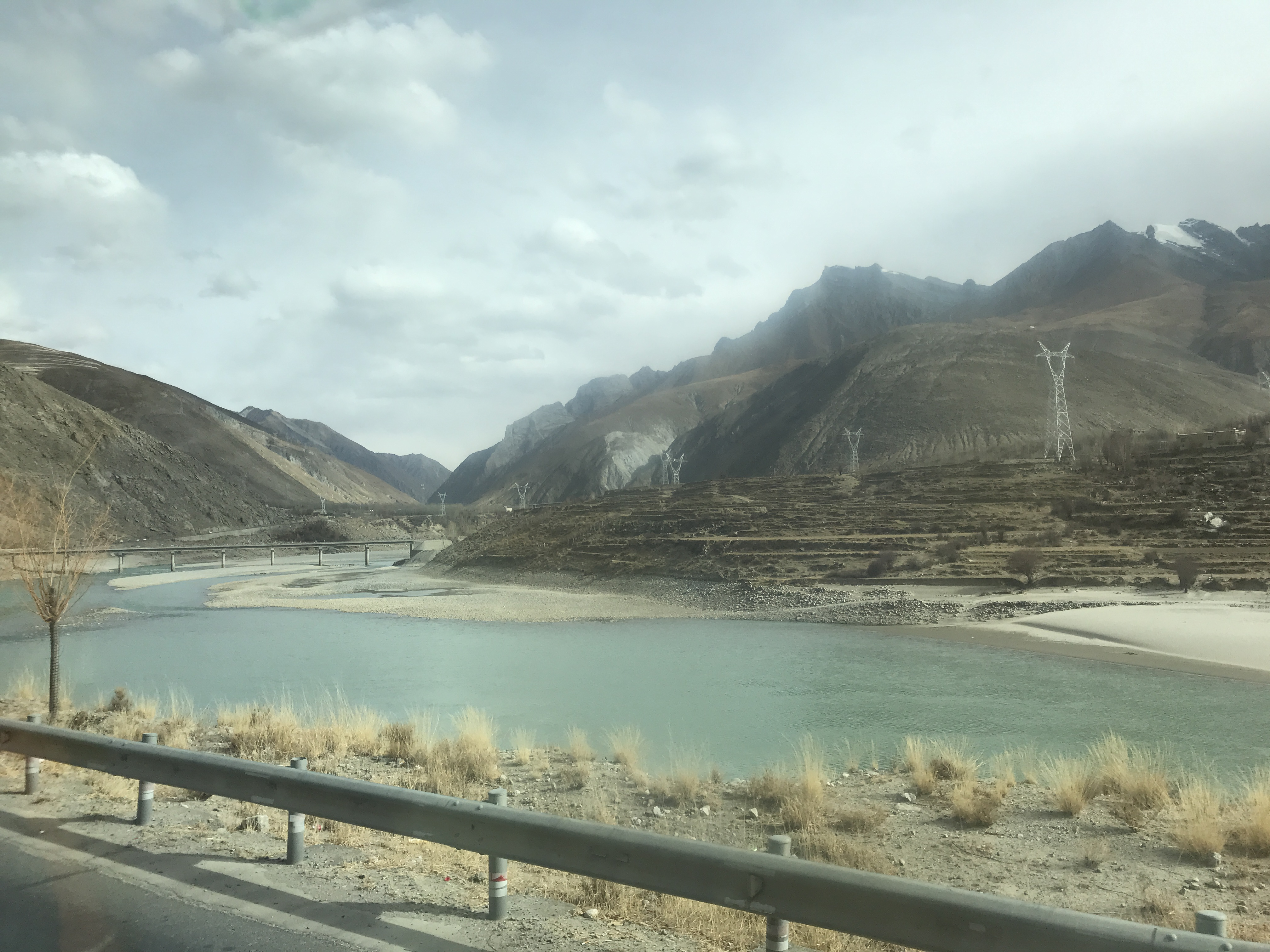

Le xian de Nyêmo (tibétain : 尼木县 ; tibétain : སྙེ་མོ་རྫོང་, Wylie : snye mo rdzong) est un district administratif de la région autonome du Tibet en Chine. Il est placé sous la juridiction de la ville-préfecture de Lhassa.

## Démographie
La population du district était de 28 886 habitants en 1999.

## Économie
Le district est réputé pour ses fabriques de bâtonnets d'encens.